# 桑島靖寛
桑島 靖寛（くわじま やすひろ、1962年〈昭和37年〉10月12日 - ）は、日本の空手家（全日本極真連合会六段）。香川県出身。本名は桑島 保浩。

## 来歴
香川県東かがわ市（旧大川郡引田町）生まれ。
京都産業大学在学中に川畑幸一の極真会館京都支部に入門。先輩の三明広幸、後輩の小井義和と共に稽古に励み、都道府県単位で行われる地方大会に出場し活躍した（岡山大会優勝など）。
1984年（昭和59年）に無差別級の第16回オープントーナメント全日本空手道選手権大会に初出場。4回戦で竹山晴友に判定負け。ベスト16。
1985年（昭和60年）の第17回全日本空手道選手権大会に出場し、3回戦で堺貞夫に判定負け。
1986年（昭和61年）の第18回全日本選手権に出場し、同門の小井義和に敗れるも、8位に入賞した。
1987年（昭和62年）の第4回オープントーナメント全日本ウェイト制空手道選手権大会の中量級で優勝。同年に行われた第4回オープントーナメント全世界空手道選手権大会に日本代表として出場し、5回戦でスイス代表のアンディ・フグと対戦、ローキックで一本負け。試合後の桑島は、負けた悔しさのあまり泣きじゃくり、その姿をテレビが映していた。
1988年（昭和63年）、大山倍達の命により出身地の香川県に極真会館香川県支部を設立し、支部長に就任。
また、同年に開催された第20回全日本選手権では、決勝で石井豊を退けて初優勝。昭和最後の全日本王者となった。
1989年（平成元年）の第21回全日本選手権では準決勝で田村悦宏に技ありを奪われ敗退。3位決定戦で増田章を延長2回の末、判定勝ちし3位に入賞した。
1990年（平成2年）の第22回全日本選手権では3回戦で白蓮会館の南豪宏に試割り判定で敗退した。
2006年（平成18年）5月よりエフエム高松コミュニティ放送のラジオ番組に出演しパーソナリティを務めている。
2012年（平成24年）左脳からの出血で意識不明となり集中治療室に入った。一命はとりとめたものの、夫人の名前すら思い出せない重篤な状態となった。
現在は、一般社団法人極真会館（全日本極真連合会）桑島道場にて道場生の指導に当たっている。

## 歌手活動
- 人生という試合場の中で
- 怒走（どそう）
- ゆっきぃが僕にくれた多大なる影響
- マイ・スタイル・レディ
- 青クサい唄
- 愛と自由
- 夏・お前の笑顔
- 一生燃焼
- こっちだ！
- ささやんへの手紙
- 線が細いぞ！
- 世界の屋根があと3日で落ちるとしたら
- ByeBye好きだったんだ
- 味一本の唄
- もう一度一歩から〜一撃殴られろ〜
- 限界もう帰ります
- 花火
- 僕の生まれた雪降る町では
- モンスター
- 私はまいな
- 自分やで
- 桜
- 僕のカンちゃん
- ラブ&ピース
- 44
- 諸行無常
- モノクロ青春リバー
- くせになっちゃう女
- 人生
- 伸二

などの曲を歌っている。